# اوتریاس
اوتریاس (اسپانیایی: Utrillas‎) منطقهٔ مسکونی کوچکی در استان تروئل بخش خودمختار آراگون است که مطابق سرشماری سال ۲۰۰۴ مؤسسه ملی آمار ۳٬۲۰۹ جمعیت داشت.